# جيمس إل. ماكغريغور
جيمس إل. ماكغريغور (بالإنجليزية: James L. McGregor)‏ هو صحفي أمريكي، ولد في 18 سبتمبر 1953 في دولوث في الولايات المتحدة.